# 2. ŽNL Splitsko-dalmatinska 2017./18.
2. ŽNL Splitsko-dalmatinska u sezoni 2017./18. predstavlja 2. rang županijske lige u Splitsko-dalmatinskoj županiji, te ligu petog ranga hrvatskog nogometnog prvenstva. 
 U natjecanju sudjeluje 12 klubova. 
 Ligu je osvojio "Poljičanin 1921" iz Srinjina.

## Sustav natjecanja
12 klubova igra dvokružnu ligu (22 kola)

## Sudionici
- Adriatic – Split
- Čaporice-Trilj – Čaporice, Trilj
- Glavice – Glavice, Sinj
- Jadran – Supetar
- Krilnik – Split
- Mračaj – Runović, Runovići
- Poljičanin 1921 – Srinjine, Split
- Tekstilac – Sinj
- Trilj 2001 – Trilj
- Trogir 1912 – Trogir
- Vinjani – Donji Vinjani, Imotski
- Vrlika – Vrlika

## Ljestvica
| Poz. | Momčad              | U  | P  | N | I  | G+ | G– | G+/– | Bod. | Nastavak natjecanja ili ispadanje |
| ---- | ------------------- | -- | -- | - | -- | -- | -- | ---- | ---- | --------------------------------- |
| 1.   | Poljičanin 1921 (P) | 21 | 16 | 4 | 1  | 67 | 21 | +46  | 52   | 1. ŽNL                            |
| 2.   | Vinjani             | 21 | 16 | 2 | 3  | 57 | 20 | +37  | 50   | 1. ŽNL                            |
| 3.   | Trogir 1912         | 21 | 12 | 1 | 8  | 50 | 33 | +17  | 37   |                                   |
| 4.   | Mračaj              | 21 | 11 | 4 | 6  | 36 | 26 | +10  | 37   |                                   |
| 5.   | Čaporice            | 21 | 10 | 2 | 9  | 41 | 36 | +5   | 32   |                                   |
| 6.   | Jadran Supetar      | 21 | 8  | 6 | 7  | 40 | 37 | +3   | 30   |                                   |
| 7.   | Glavice             | 21 | 8  | 3 | 10 | 38 | 58 | −20  | 27   |                                   |
| 8.   | Trilj               | 21 | 5  | 4 | 12 | 41 | 45 | −4   | 19   |                                   |
| 9.   | Vrlika              | 21 | 5  | 3 | 13 | 31 | 55 | −24  | 18   |                                   |
| 10.  | Tekstilac Sinj      | 21 | 5  | 2 | 14 | 26 | 44 | −18  | 17   |                                   |
| 11.  | Krilnik             | 21 | 4  | 3 | 14 | 11 | 53 | −42  | 15   |                                   |
| 12.  | Adriatic            | 11 | 4  | 0 | 7  | 15 | 25 | −10  | 12   | Odustao od natjecanja             |

## Rezultati
Izvori:

Ažurirano: 4. kolovoza 2018. 
| 1. kolo                    | 1. kolo |
| -------------------------- | ------- |
| 9. – 10. rujna 2017.       |         |
| Trilj 2001 – Jadran        | 3:3     |
| Poljičanin 1921 – Adriatic | 3:2     |
| Trogir 1912 – Vrlika       | 5:1     |
| Glavice – Vinjani          | 2:3     |
| Tekstilac – Krilnik        | 1:0     |
| Čaporice-Trilj – Mračaj    | 0:2     |
|                            |         |

| 2. kolo                     | 2. kolo |
| --------------------------- | ------- |
| 16. – 17. rujna 2017.       |         |
| Vrlika – Glavice            | 5:0     |
| Adriatic – Trogir 1912      | 0:3     |
| Trilj 2001 – Čaporice-Trilj | 0:1     |
| Jadran – Krilnik            | 5:2     |
| Vinjani – Tekstilac         | 4:0     |
| Mračaj – Poljičanin 1921    | 1:1     |
|                             |         |

| 3. kolo                      | 3. kolo |
| ---------------------------- | ------- |
| 23. – 24. rujna 2017.        |         |
| Poljičanin 1921 – Trilj 2001 | 3:2     |
| Trogir 1912 – Mračaj         | 3:1     |
| Glavice – Adriatic           | 0:3     |
| Tekstilac – Vrlika           | 0:3     |
| Čaporice-Trilj – Jadran      | 1:2     |
| Vinjani – Krilnik            | 2:1     |
|                              |         |

| 4. kolo                          | 4. kolo |
| -------------------------------- | ------- |
| 30. rujna – 1. listopada 2017.   |         |
| Vrlika – Krilnik                 |         |
| Adriatic – Tekstilac             |         |
| Trilj 2001 – Trogir 1912         |         |
| Jadran – Vinjani                 |         |
| Mračaj – Glavice                 |         |
| Čaporice-Trilj – Poljičanin 1921 |         |
|                                  |         |

| 5. kolo                      | 5. kolo |
| ---------------------------- | ------- |
| 7. – 8. listopada 2017.      |         |
| Poljičanin 1921 – Jadran     | 4:1     |
| Trogir 1912 – Čaporice-Trilj | 1:4     |
| Glavice – Trilj 2001         | 4:3     |
| Tekstilac – Mračaj           | 0:1     |
| Krilnik – Adriatic           |         |
| Vinjani – Vrlika             | 3:0     |
| [ 5 ]                        |         |

| 6. kolo                       | 6. kolo |
| ----------------------------- | ------- |
| 14. – 15. listopada 2017.     |         |
| Adriatic – Vinjani            |         |
| Trilj 2001 – Tekstilac        |         |
| Poljičanin 1921 – Trogir 1912 |         |
| Jadran – Vrlika               |         |
| Mračaj – Krilnik              |         |
| Čaporice-Trilj – Glavice      |         |
|                               |         |

| 7. kolo                    | 7. kolo |
| -------------------------- | ------- |
| 21. – 22. listopada 2017.  |         |
| Trogir 1912 – Jadran       | 0:2     |
| Glavice – Poljičanin 1921  | 0:4     |
| Tekstilac – Čaporice-Trilj | 1:3     |
| Vrlika – Adriatic          | 2:3     |
| Krilnik – Trilj 2001       | 0:0     |
| Vinjani – Mračaj           | 2:1     |
| [ 6 ]                      |         |

| 8. kolo                     | 8. kolo |
| --------------------------- | ------- |
| 28. – 29. listopada 2017.   |         |
| Trilj 2001 – Vinjani        | 1:4     |
| Poljičanin 1921 – Tekstilac | 1:0     |
| Trogir 1912 – Glavice       | 7:1     |
| Jadran – Adriatic           | 1:0     |
| Mračaj – Vrlika             | 2:0     |
| Čaporice-Trilj – Krilnik    | 2:0     |
| [ 7 ]                       |         |

| 9. kolo                   | 9. kolo |
| ------------------------- | ------- |
| 4. – 5. studenog 2017.    |         |
| Glavice – Jadran          | 2:2     |
| Tekstilac – Trogir 1912   | 0:2     |
| Vrlika – Trilj 2001       | 3:1     |
| Adriatic – Mračaj         | 1:3     |
| Krilnik – Poljičanin 1921 | 0:6     |
| Vinjani – Čaporice-Trilj  | 6:1     |
| [ 8 ]                     |         |

| 10. kolo                  | 10. kolo |
| ------------------------- | -------- |
| 11. – 12. studenog 2017.  |          |
| Trilj 2001 – Adriatic     | 1:2      |
| Poljičanin 1921 – Vinjani | 1:0      |
| Trogir 1912 – Krilnik     | 5:0      |
| Glavice – Tekstilac       | 3:3      |
| Jadran – Mračaj           | 1:1      |
| Čaporice-Trilj – Vrlika   | 8:1      |
| [ 9 ]                     |          |

| 11. kolo                  | 11. kolo |
| ------------------------- | -------- |
| 18. – 19. studenog 2017.  |          |
| Tekstilac – Jadran        | 0:2      |
| Vrlika – Poljičanin 1921  | 3:3      |
| Adriatic – Čaporice-Trilj | 2:3      |
| Krilnik – Glavice         | 2:1      |
| Vinjani – Trogir 1912     | 6:0      |
| Mračaj – Trilj 2001       | 1:0      |
| [ 10 ]                    |          |

| 12. kolo                   | 12. kolo |
| -------------------------- | -------- |
| 3. – 4. ožujka 2018.       |          |
| Adriatic – Poljičanin 1921 |          |
| Vrlika – Trogir 1912       |          |
| Jadran – Trilj 2001        |          |
| Mračaj – Čaporice-Trilj    |          |
| Vinjani – Glavice          |          |
| Krilnik – Tekstilac        |          |
|                            |          |

| 13. kolo                    | 13. kolo |
| --------------------------- | -------- |
| 10. – 11. ožujka 2018.      |          |
| Tekstilac – Vinjani         |          |
| Glavice – Vrlika            |          |
| Trogir 1912 – Adriatic      |          |
| Poljičanin 1921 – Mračaj    |          |
| Krilnik – Jadran            |          |
| Čaporice-Trilj – Trilj 2001 |          |
|                             |          |

| 14. kolo                     | 14. kolo |
| ---------------------------- | -------- |
| 17. – 18. ožujka 2018.       |          |
| Trilj 2001 – Poljičanin 1921 | 1:1      |
| Adriatic – Glavice           |          |
| Vrlika – Tekstilac           | 0:0      |
| Jadran – Čaporice-Trilj      | 1:0      |
| Mračaj – Trogir 1912         | 1:1      |
| Krilnik – Vinjani            | 0:2      |
| [ 11 ]                       |          |

| 15. kolo                         | 15. kolo |
| -------------------------------- | -------- |
| 24. – 25. ožujka 2018.           |          |
| Tekstilac – Adriatic             |          |
| Glavice – MraČaj                 |          |
| Trogir 1912 – Trilj 2001         |          |
| Poljičanin 1921 – Čaporice-Trilj |          |
| Vinjani – Jadran                 |          |
| Krilnik – Vrlika                 |          |
|                                  |          |

| 16. kolo                     | 16. kolo |
| ---------------------------- | -------- |
| 2. travnja 2018.             |          |
| Jadran – Poljičanin 1921     |          |
| Čaporice-Trilj – Trogir 1912 |          |
| Trilj 2001 – Glavice         |          |
| Mračaj – Tekstilac           |          |
| Adriatic – Krilnik           |          |
| Vrlika – Vinjani             |          |
|                              |          |

| 17. kolo                      | 17. kolo |
| ----------------------------- | -------- |
| 7. – 8. travnja 2018.         |          |
| Vrlika – Jadran               | 5:2      |
| Tekstilac – Trilj 2001        | 1:2      |
| Glavice – Čaporice-Trilj      | 3:2      |
| Trogir 1912 – Poljičanin 1921 | 1:3      |
| Vinjani – Adriatic            |          |
| Krilnik – Mračaj              | 0:4      |
| [ 12 ]                        |          |

| 18. kolo                   | 18. kolo |
| -------------------------- | -------- |
| 14. – 15. travnja 2018.    |          |
| Poljičanin 1921 – Glavice  |          |
| Trilj 2001 – Krilnik       |          |
| Adriatic – Vrlika          |          |
| Jadran – Trogir 1912       |          |
| Čaporice-Trilj – Tekstilac |          |
| Mračaj – Vinjani           |          |
|                            |          |

| 19. kolo                    | 19. kolo |
| --------------------------- | -------- |
| 21. – 22. travnja 2018.     |          |
| Adriatic – Jadran           |          |
| Vrlika – Mračaj             |          |
| Tekstilac – Poljičanin 1921 | 0:1      |
| Glavice – Trogir 1912       | 2:0      |
| Vinjani – Trilj 2001        | 2:1      |
| Krilnik – Čaporice-Trilj    | 0:0      |
| [ 13 ]                      |          |

| 20. kolo                  | 20. kolo |
| ------------------------- | -------- |
| 28. – 29. travnja 2018.   |          |
| Trogir 1912 – Tekstilac   | 5:0      |
| Poljičanin 1921 – Krilnik |          |
| Trilj 2001 – Vrlika       | 9:2      |
| Jadran – Glavice          | 1:2      |
| Čaporice-Trilj – Vinjani  | 3:1      |
| Mračaj – Adriatic         |          |
| [ 14 ]                    |          |

| 21. kolo                  | 21. kolo |
| ------------------------- | -------- |
| 6. svibnja 2018.          |          |
| Mračaj – Jadran           | 2:1      |
| Adriatic – Trilj 2001     | n.i.     |
| Vrlika – Čaporice-Trilj   | 0:3 p.f. |
| Vinjani – Poljičanin 1921 | 4:3      |
| Krilnik – Trogir 1912     | 0:3      |
| Tekstilac – Glavice       | 4:1      |
| [ 15 ] [ 16 ]             |          |

| 22. kolo                  | 22. kolo |
| ------------------------- | -------- |
| 13. svibnja 2018.         |          |
| Jadran – Tekstilac        | 4:3      |
| Glavice – Krilnik         | 5:0      |
| Trogir 1912 – Vinjani     | 0:1      |
| Poljičanin 1921 – Vrlika  | 3:0      |
| Čaporice-Trilj – Adriatic | n.i.     |
| Trilj 2001 – Mračaj       | 2:3      |
| [ 1 ] [ 17 ] [ 16 ]       |          |

Navedeni su referentni datumi odigravanja utakmica.

## Unuararnje poveznice
- 2. ŽNL Splitsko-dalmatinska
- 1. ŽNL Splitsko-dalmatinska 2017./18.
- Hvarska nogometna liga 2017./18.

## Vanjske poveznice
- Nogometni savez Županije Splitsko-dalmatinske
- nszsd.hr, 2. ŽNL
- facebook.com, 1. ŽNL Splitsko-dalmatinske županije
- sportnet.hr forum, 1. i 2. ŽNL Splitsko-dalmatinske županije  Arhivirana inačica izvorne stranice od 27. studenoga 2021. (Wayback Machine)